# Symbolske Globus
Den Symbolske Globus  blev opført i forbindelse med FNs Verdenstopmøde om social udvikling i marts 1995. 
Det var en globestruktur midt i København på 15 meter i diameter, der blev bygget af de delegerede, der kom fra alle egne af verden. Det er formentlig første gang, at mennesker fra alle verdens nationer arbejdede sammen om at opføre en bærende struktur.
Ideen kom fra Erik Reitzel og blev finansieret af Kulturministeriet.
Ordet symbol stammer fra det oldgræske symbolon: tegn eller pant. Når venner i det antikke Grækenland skiltes, brød værten stykker (symbolon) af fx en krukke og gav det til vennerne. Når de kom tilbage, var beviset på venskabet, at de medbragte deres symbolon.
Denne ide om gæstevenskab blev genoptaget under FN-Verdenstopmødet i 1995, idet hver delegeret medbragte deres symbolon i form af en lille konstruktionsdel. Den byggede de så den Symbolske Globus af. Ved sin fysiske vækst skulle strukturen også symbolisere topmødets tre hovedemner: solidaritet, mindre fattigdom og produktivt arbejde.
Da FN's logo består af en globus, var det naturligt at benytte en globus som den bærende struktur. For at det kunne lykkes, var det nødvendigt at formgive et helt nyt byggesystem af små delelementer, som hver var et symbolon, som kunne håndteres af 10.000 delegerede.
Ved formgivningen kom Erik Reitzels erfaring med konstruktiv minimalisme til stor nytte, og den Symbolske Globus er derfor i familie med andre af hans minimalkonstruktioner og især elevatortårnet i la Grande Arche.
Størstedelen af den Symbolske Globus er udført af en speciel hård aluminium, og Emil Nielsens smedeværksted har bistået med den praktiske udførelse.
Siden november 1995 har den Symbolske Globus stået foran UNESCOs hovedkvarter i Paris; efter ønske fra UNESCO. Den er en gave fra den danske stat